# Jennie R. Joe
Jennie R. Joe ( Navajo, 1941) es una académica estadounidense, antropóloga médica y miembro de la Sociedad de Antropología Aplicada. Inicialmente formada como enfermera, fue una de las trabajadoras de la clínica de salud durante la Ocupación de Alcatraz en 1969. Es profesora en los Departamentos de Medicina Familiar y Comunitaria y Estudios Indígenas Americanos de la Universidad de Arizona. Joe fue una de los miembros inaugurales de la junta del Museo Nacional del Indígena Americano del Smithsonian y es miembro de la junta de la Comisión de Salud Indígena Urbana.

## Biografía
Jennie Rose Joe nació en 1941 en Farmington, en el condado de San Juan, Nuevo México, hija de Pauline N. (de soltera Beyale) y Charley Joe.  Creció en la Reserva Navajo, asistiendo a la Escuela Crownpoint, y luego estudió cómo interna en la Escuela India Riverside en Anadarko, Oklahoma. Se graduó de la Universidad de Nuevo México como enfermera de salud pública en 1964 y después de haber sido comisionada como alférez en el Cuerpo de Enfermeras de la Marina de los Estados Unidos, completó su formación en Newport, Rhode Island.

## Carrera y activismo
Después de graduarse, Joe trabajó para el Servicio de Salud Indígena y pasó tres años en el norte de Nuevo México antes de trasladarse a Dakota del Norte. Queriendo continuar su educación, Joe se mudó a California e hizo su maestría en salud pública en la Universidad de California, Berkeley. Joe y Dorothy Lonewolf Miller (Blackfoot) ayudaron a la enfermera Stella Leach (Colville - Oglala Lakota), que puso en marcha la clínica de salud en la isla de Alcatraz durante la Ocupación de Alcatraz en 1969. En 1971, fue una de las mujeres que constituyó el Cuerpo Nacional de Acción de Mujeres Indígenas, una organización de empoderamiento para mujeres nativas estadounidenses. Entre sus organizadores cabe mencionar a Lonewolf Miller, presidente; Grace Thorpe (Sac & Fox), vicepresidenta; Leach, segunda vicepresidenta; Woesha Cloud North (Ho-Chunk), secretaria; Henrietta Whiteman (Cheyenne), tesorera; y Joe, sargento de armas.
Después de completar una segunda maestría de la UC Berkeley, en antropología, Joe trabajó cómo consultora con el Departamento de Salud del Estado de California sobre la salud indígena.  Mientras trabajaba en el Departamento de Salud de California, ayudó a fundar el primer programa frente al abuso infantil y el rechazo en la comunidad indígena urbana, lo que resultó en el establecimiento del Centro de recursos para niños indígenas urbanos de Oakland. En 1976, trabajando a tiempo parcial, Joe continuó con su doctorado en antropología médica en UC Berkeley. Jennie Joe Noswood leyó su tesis sobre los niños navajos con discapacidades y fue la primera navajo en obtener un doctorado de UC Berkeley. Se doctoró en 1980, y trabajó como investigadora asociada para el Instituto de Análisis Científico, centrándose en cuestiones relativas a los indios americanos. Joe luego fue profesora asociada en UCLA en el departamento de Antropología y Estudios Indios Americanos.
En 1986, Joe solicitó una excedencia en UCLA para ayudar a la Universidad de Arizona a desarrollar un plan de estudios sobre discapacidades y rehabilitación para indígenas. Participó en el proyecto de investigación, considerado un hito histórico en la investigación sobre las necesidades de los nativos estadounidenses, para el Departamento de Educación de los Estados Unidos. Cuando se completó el informe,  A Study of the Special Problems and Needs of American Indians with Handicaps Both on and off the Reservation (Un estudio de los problemas y necesidades especiales de los indios americanos con discapacidades tanto dentro como fuera de la reserva), en 1987, ella había sido contratada como codirectora del Centro de Investigación y Capacitación de Nativos Americanos en la Universidad de Arizona. En 1990, Joe enseñaba como profesora asociada y directora del Centro de Investigación y Capacitación de la universidad. Ese año fue seleccionada por la Institución Smithsonian para servir como una de los 12 miembros de la junta inaugural del Museo Nacional del Indio Americano, que se iba a construir.
El trabajo de Joe como antropóloga médica consiste en evaluar la salud desde una perspectiva cultural, tratando aspectos tales como la reticencia a eliminar alimentos tradicionales de la dieta, o los tabúes con respecto al contacto físico que impiden los exámenes de los senos, entre otras prácticas, lo que puede dar lugar a que las poblaciones minoritarias reciban servicios de atención médica deficientes. Entre los temas objeto de su trabajo se encuentran la diabetes, el alcoholismo y el abuso de sustancias, así como el impacto de la expulsión y reubicación forzada en las poblaciones indígenas. Además de su trabajo en el Departamento de Medicina Familiar y Comunitaria, Joe es profesora en la facultad de Estudios Indígenas Estadounidenses y es miembro electo de la Sociedad de Antropología Aplicada. Es miembro también del consejo de administración  de la Comisión de Salud Indígena Urbana, iniciativa de la Fundación Robert Wood Johnson y del Instituto de Salud Indígena Urbano de Seattle.